# Polycnemum arvense
Polycnemum arvense é uma espécie de planta com flor pertencente à família Chenopodiaceae. Trata-se de uma espécie terófita cujos habitats preferenciais são terrenos cultivados e zonas ruderais, dando-se a sua floração entre Abril e Outubro.
A espécie foi descrita por Lineu e publicada em Species Plantarum 1: 35., no ano de 1753.
Não se encontra protegida por legislação portuguesa ou da Comunidade Europeia.
O número de cromossomas na sua fase esporofítica é igual a 18.

## Distribuição
Pode ser encontrada em na Europa, no centro e sul, no Cáucaso e também na Sibéria. Esta espécie ocorre em Portugal continental, de onde é nativa. Não ocorre nos arquipélagos dos Açores e da Madeira.

## Sinonímia
Segundo o The Plant List, esta espécie tem os seguintes sinónimos:
- Polycnemum minus Kitt.

A base de dados Tropicos aponta os seguintes sinónimos:
- Polycnemum arvense var. longifolium Neilr.
- Polycnemum arvense var. macrophyllum Neilr.
- Polycnemum arvense var. minus Döll
- Polycnemum arvense var. typicum Beck
- Polycnemum minus Kitt.
- Polycnemum triandrum' Pall.
- Polycnemum vulgare Pall.